# 1112 Polonia
Polonia (asteroide 1112) é um asteroide da cintura principal com um diâmetro de 35,76 quilómetros, a 2,7149702 UA. Possui uma excentricidade de 0,1014478 e um período orbital de 1 918,33 dias (5,25 anos).
Polonia tem uma velocidade orbital média de 17,13491203 km/s e uma inclinação de 8,99516º.
Esse asteroide foi descoberto em 15 de Agosto de 1928 por Pelageja Shajn.